# Rue Honnorat
La rue Honnorat est une voie marseillaise située à la limite des 1er et 3e arrondissements de Marseille. 

## Situation et accès
Cette rue en ligne droite démarre au niveau de la gare routière de la gare de Marseille-Saint-Charles et entame une descente tout en longeant les voies ferrées issues de la gare entre cette dernière et l’impasse Honnorat. Elle se termine à l’intersection avec le boulevard National et la rue Guibal qui la prolonge jusqu’à la Belle de Mai.
La rue mesure 432 mètres de long pour 13,50 mètres de large.

## Origine du nom
La rue doit son nom à Jean-François Honnorat (1802-1877), homme politique français et maire de Marseille de 1854 à 1859.

## Historique
La rue est classée dans la voirie de Marseille le 4 décembre 1863.

## Bâtiments remarquables et lieux de mémoire
- Au numéro 1 de la rue se trouvait l’institut mécanique des fluides de Marseille, un laboratoire de recherche démoli fin 1998, en vue de l’agrandissement de la gare.
- Au numéro 15 se trouve l’Hospitalité pour les Femmes, un foyer pour femmes en difficulté sociale[2].
- À l’angle avec la rue Léon-Gozlan se trouve le siège de la direction territoriale de la SNCF.